# Documenta 7

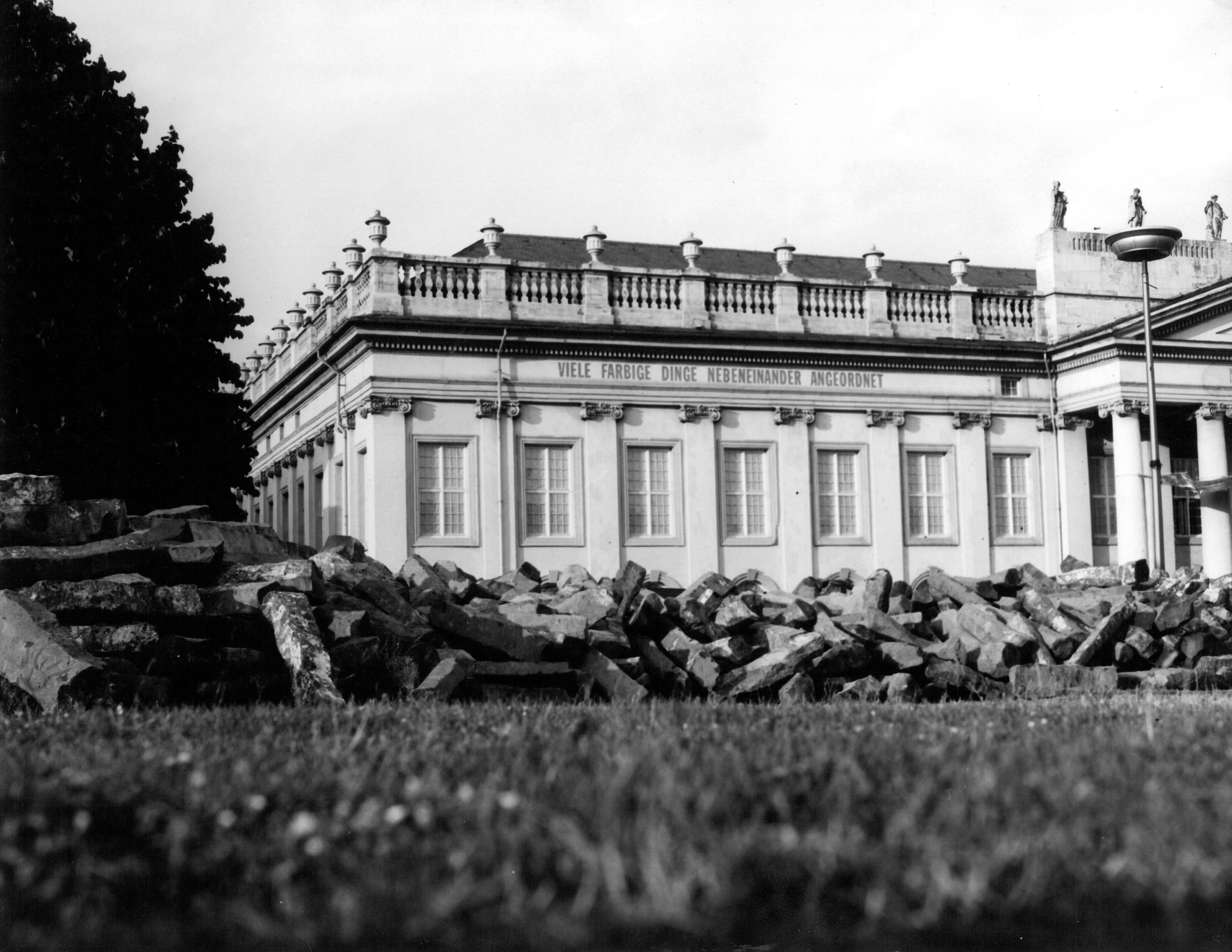
Joseph Beuys basaltstenar, del av 7000 ekar, framför Fridericianum

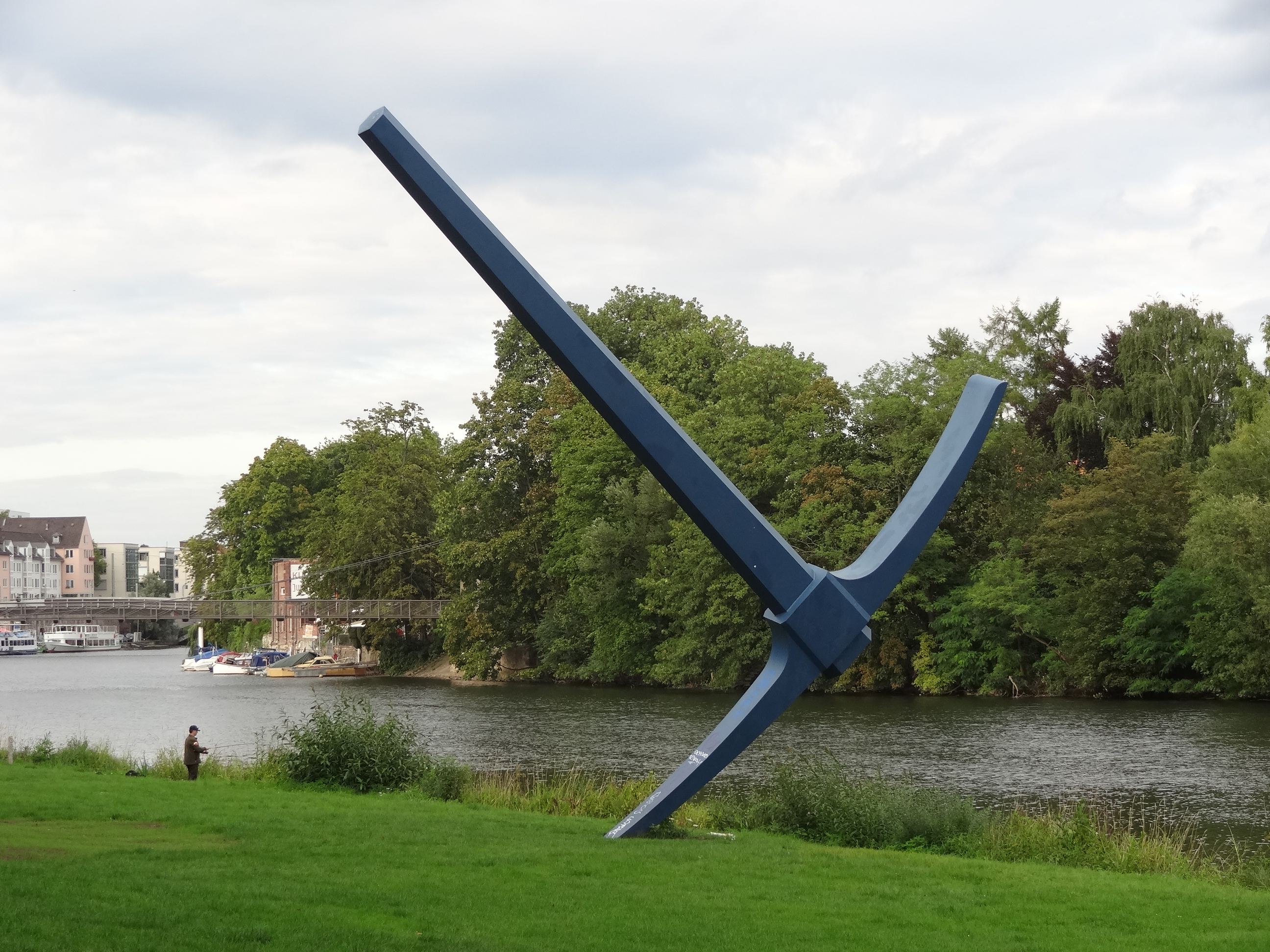
Spitzhacke av Claes Oldenburg

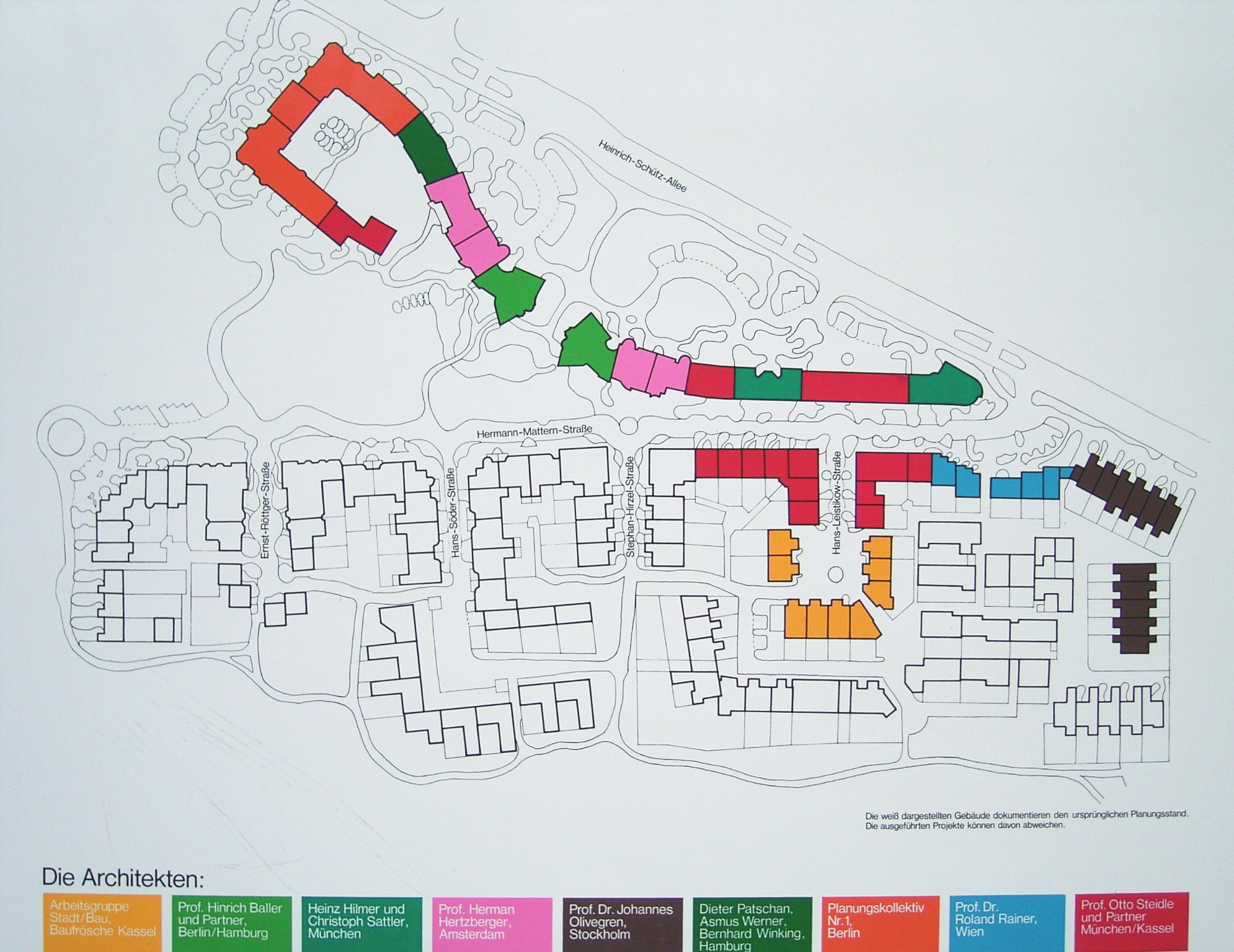
Karta över documenta urbana bostadsbebyggelse längs Heinrich-Schütz-Allee i Kassel 1979–1982

documenta 7 var den sjunde documenta-utställningen av samtida konst i Kassel i Tyskland och hölls mellan 19 juni och 28 oktober 1982. 
Konstnärlig ledare för documenta 7 var Rudi Fuchs. Utställningen hölls på Fridericianum, Neue Gallerie, orangeriet i Karlsaue och i Karlsaue.
Utställningen hade 387 381 besökare, vilket innebar att den var den dittills mest besökta documenta-utställningen.

## Deltagare i urval
- Marina Abramovic
- Carl Andre
- Siah Armajani
- Richard Artschwageri
- Vito Acconci
- Giovanni Anselmo
- Armando
- Art & Language
- Michel Asher
- Anatol
- Elvira Bach
- Robert Barry
- Joseph Beuys
- Troy Brauntuch
- Alberto Burri
- George Baselitz
- Marcel Broodthaers
- Scott Burton
- Jean-Michel Basquiat
- Dara Birnbaum
- Michael Buthe
- John Baldessari
- Lothar Baumgarten
- Günter Brus
- James Lee Byars
- Michel Barceló
- Jonathan Borofsky
- John Chamberlain
- Miriam Cahn
- Daniel Buren
- Francesco Clemente
- Tony Cragg
- Chuck Close
- Alan Charlton
- Enzo Cuchi
- Marlene Dumas
- René Daniëls
- Jan Dibbels
- Hanne Darboven
- Martin Disler
- Ger van Elk
- Luciano Fabro
- Barry Flanagan
- Hamish Fulton
- Ludger Gerdes
- Jack Goldstein
- Dan Graham
- Isa Genzken
- Gilbert and George
- Hans Haacke
- Rebecca Horn
- Keith Haring
- Jenny Holzer
- Jörg Immendorf
- Joan Jonas
- Donald Judd
- On Kawara
- Per Kirkeby
- John Knight
- Joseph Kosuth
- Barbara Kruger
- Anshelm Kiefer
- Pierre Klossowski
- Imi Knoebel
- Jannis Kounelis
- Wolfgang Laib
- Barry Le Va
- Sol LeWitt
- Richard Paul Lohse
- Markus Lüpertz
- Maria Lassnig
- Bernhard Leitner
- Christian Lindow
- Richard Long
- Ingeborg Lüscher
- Robert Mapplethorpe
- Bruce Nauman
- Maria Nordman
- Claes Oldenburg
- Maret Oppenheim
- Eric Orr
- Giuseppe Penone
- Sigmar Polke
- Markus Raetz
- Gerhard Richter
- Ed Ruscha
- Ulrich Rückriem
- David Salle
- Cindy Sherman
- Peter Struycken
- Joe Shapiro
- Ettore Spaletti
- Richard Serra
- Imants Tillers
- Richard Tuttle
- Niele Toroni
- Cy Twombly
- Eminilo Vedova
- Toon Verhoef
- Jean-Luc Wilmouth
- Ulay
- Jeff Wall
- Andy Warhol
- Boyd Webb
- Lawrence Weiner
- Rémy Zaugg